# Пинский, Давид (писатель)
Давид Пинский (идиш דוד פּינסקי‎ — До́вид Пинский; 5 апреля 1872, Могилёв — 11 августа 1959, Хайфа) — американский еврейский писатель. Писал на идише.
Сын Ицки-Мордуха Шлиомовича Пинского и Соры-Шифры Мордуховны Мардфин. С 1885 года жил в Москве, в 1890 году переехал к брату в Витебск. С 1892 года изучал медицину в Вене, но вскоре бросил учёбу и поселился в Варшаве, решив заняться литературным трудом. В 1899 году эмигрировал в США.
Первые рассказы Пинского из рабочей жизни, появившиеся в начале 1890-х годов (в издаваемых И.-Л. Перецем «Юдише библиотек» и «Блетлех»), обратили на себя внимание новизной темы и сочностью колорита. Особым успехом пользовалась его драма из рабочей жизни — «Айзик Шефтель» (1899), являющаяся наиболее законченным в художественном отношении сочинением Пинского. Постепенно Пинский перешёл от социальных тем к национальным. Из написанных Пинским за последующий период произведений наибольшей известностью пользовалась его «трагедия о единственном и последнем еврее», «Ди фамилие Цви», написанная после Кишинёвского погрома 1903 года. В ней Пинский в романтически-символической форме пытался изобразить трагическую гибель старого патриархального еврейства в его борьбе за дорогие ему идеалы. Пинский написал ещё ряд других драм: «Йесурим» (1899), «Ди мутер» (1901), «Гликсфаргесене» (1904), «Енкл дер шмид» (1906), «Дер эйбикер ид» (1906), «Габри ун ди фройен» (1910), «Дер ойцер» (1906). Последняя была поставлена (1910) в берлинском «Deutsches Theater». Истории еврейской драмы Пинский посвятил работу «Дос идише драмэ» (1909). В 1906—1907 гг. в Нью-Йорке вышло в двух томах собрание рассказов Давида Пинского, распределённых по трём рубрикам: 1) «Либе», 2) «Алтинке», 3) «Арбетер лебн». Издательство «Ха-Шахар» в Варшаве выпустило том драм Пинского.
В 1949 году Д. Пинский поселился в Хайфе.
Жена — Удл (Адель) Койфман, родом из Сокирян Бессарабской губернии. Её сестра Бася (Берта) была замужем за писателем Мордхе Спектором; её брат — доктор Михаил (Мехл) Койфман, был зятем писателя Шолом-Алейхема и отцом писательницы Бэл Кауфман.